# Llista d'espècies de linífids (A-B)
Llista d'espècies de linífids, per ordre alfabètic de la lletra A a la B, amb totes les espècies descrites fins al 20 de novembre de 2006.
- Per a les llistes d'espècies amb les altres lletres de l'alfabet, aneu a l'article principal, Llista d'espècies de linífids.
- Per a la llista completa de tots els gèneres vegeu l'article Llista de gèneres de linífids.

## Gèneres i espècies

### Abacoproeces
Abacoproeces Simon, 1884
- Abacoproeces molestus Thaler, 1973 (Àustria)
- Abacoproeces saltuum (L. Koch, 1872) (Paleàrtic)

### Aberdaria
Aberdaria Holm, 1962
- Aberdaria ligulata Holm, 1962 (Kenya)

### Abiskoa
Abiskoa Saaristo & Tanasevitch, 2000
- Abiskoa abiskoensis (Holm, 1945) (Paleàrtic)

### Acanthocymbium
Acanthocymbium Ott & Lise, 1997
- Acanthocymbium cambara Ott & Lise, 1997 (Brasil)

### Acartauchenius
Acartauchenius Simon, 1884
- Acartauchenius Àsiaticus (Tanasevitch, 1989) (Turkmenistan)
- Acartauchenius bedeli (Simon, 1884) (Algèria)
- Acartauchenius depressifrons Simon, 1884 (Espanya, França)
- Acartauchenius derisor (Simon, 1918) (França)
- Acartauchenius desertus (Tanasevitch, 1993) (Kazakhstan)
- Acartauchenius hamulifer (Denis, 1937) (Algèria)
- Acartauchenius insigniceps (Simon, 1894) (Marroc, Algèria, Tunísia)
- Acartauchenius leprieuri (O. P.-Cambridge, 1875) (Algèria)
- Acartauchenius minor (Millidge, 1979) (Itàlia)
- Acartauchenius monoceros (Tanasevitch, 1989) (Uzbekistan)
- Acartauchenius mutabilis (Denis, 1967) (Marroc, Algèria, Tunísia)
- Acartauchenius nasutus (O. P.-Cambridge, 1879) (Portugal, França)
- Acartauchenius orientalis Wunderlich, 1995 (Mongòlia)
- Acartauchenius praeceps Bosmans, 2002 (Algèria)
- Acartauchenius planiceps Bosmans, 2002 (Algèria)
- Acartauchenius sardiniensis Wunderlich, 1995 (Sardenya)
- Acartauchenius scurrilis (O. P.-Cambridge, 1872) (Paleàrtic)
- Acartauchenius simoni Bosmans, 2002 (Algèria)

### Adelonetria
Adelonetria Millidge, 1991
- Adelonetria dubiosa Millidge, 1991 (Xile)

### Afribactrus
Afribactrus Wunderlich, 1995
- Afribactrus stylifrons Wunderlich, 1995 (Sud-àfrica)

### Afromynoglenes
Afromynoglenes Merrett & Russell-Smith, 1996
- Afromynoglenes parkeri Merrett & Russell-Smith, 1996 (Etiòpia)

### Afroneta
Afroneta Holm, 1968
- Afroneta altivaga Holm, 1968 (Congo)
- Afroneta annulata Merrett, 2004 (Congo)
- Afroneta bamilekei Bosmans, 1988 (Camerun)
- Afroneta basilewskyi Holm, 1968 (Tanzània)
- Afroneta blesti Merrett & Russell-Smith, 1996 (Etiòpia)
- Afroneta elgonensis Merrett, 2004 (Kenya)
- Afroneta erecta Merrett, 2004 (Congo)
- Afroneta fulva Merrett, 2004 (Congo)
- Afroneta fusca Merrett, 2004 (Congo)
- Afroneta guttata Holm, 1968 (Congo)
- Afroneta immaculata Holm, 1968 (Congo)
- Afroneta immaculoides Merrett, 2004 (Congo)
- Afroneta lativulva Merrett, 2004 (Congo)
- Afroneta lobeliae Merrett, 2004 (Congo)
- Afroneta locketi Merrett & Russell-Smith, 1996 (Etiòpia)
- Afroneta longispinosa Holm, 1968 (Congo)
- Afroneta maculata Merrett, 2004 (Congo)
- Afroneta millidgei Merrett & Russell-Smith, 1996 (Etiòpia)
- Afroneta pallens Merrett, 2004 (Congo)
- Afroneta picta Holm, 1968 (Congo)
- Afroneta praticola Holm, 1968 (Tanzània)
- Afroneta snazelli Merrett & Russell-Smith, 1996 (Etiòpia)
- Afroneta subfusca Holm, 1968 (Congo)
- Afroneta subfuscoides Merrett, 2004 (Congo)
- Afroneta tenuivulva Merrett, 2004 (Congo)
- Afroneta tristis Merrett, 2004 (Congo)

### Agnyphantes
Agnyphantes Hull, 1932
- Agnyphantes arboreus (Emerton, 1915) (Canadà)
- Agnyphantes expunctus (O. P.-Cambridge, 1875) (Paleàrtic)

### Agyneta
Agyneta Hull, 1911
- Agyneta allosubtilis Loksa, 1965 (Holàrtic)
- Agyneta arietans (O. P.-Cambridge, 1872) (Alemanya, Poland)
- Agyneta breviceps Hippa & Oksala, 1985 (Finlàndia)
- Agyneta bueko Wunderlich, 1983 (Nepal)
- Agyneta cauta (O. P.-Cambridge, 1902) (Paleàrtic)
- Agyneta conigera (O. P.-Cambridge, 1863) (Paleàrtic, Congo)
- Agyneta decora (O. P.-Cambridge, 1871) (Paleàrtic)
- Agyneta dynica Saaristo & Koponen, 1998 (Canadà)
- Agyneta jiriensis Wunderlich, 1983 (Nepal)
- Agyneta laetesiformis Wunderlich, 1976 (Queensland)
- Agyneta lila (Dönitz & Strand, 1906) (Japó)
- Agyneta martensi Tanasevitch, 2006 (Xina)
- Agyneta muriensis Wunderlich, 1983 (Nepal)
- Agyneta olivacea (Emerton, 1882) (Holàrtic)
- Agyneta ramosa Jackson, 1912 (Paleàrtic)
- Agyneta rugosa Wunderlich, 1992 (Illes Canàries)
- Agyneta subtilis (O. P.-Cambridge, 1863) (Paleàrtic)
- Agyneta suecica Holm, 1950 (Suècia, Finlàndia)
- Agyneta trifurcata Hippa & Oksala, 1985 (Finlàndia, Rússia)
- Agyneta yulungiensis Wunderlich, 1983 (Nepal)

### Agyphantes
Agyphantes Saaristo & Marusik, 2004
- Agyphantes sajanensis (Eskov & Marusik, 1994) (Rússia)
- Agyphantes sakhalinensis Saaristo & Marusik, 2004 (Sakhalin)

### Ainerigone
Ainerigone Eskov, 1993
- Ainerigone saitoi (Ono, 1991) (Rússia, Japó)

### Alaxchelicera
Alaxchelicera Butler, 1932
- Alaxchelicera ordinaria Butler, 1932 (Victòria)

### Alioranus
Alioranus Simon, 1926
- Alioranus avanturus Andreeva & Tyschchenko, 1970 (Turkmenistan fins a la Xina)
- Alioranus diclivitalis Tanasevitch, 1990 (Rússia)
- Alioranus distinctus Caporiacco, 1935 (Karakorum)
- Alioranus minutissimus Caporiacco, 1935 (Karakorum)
- Alioranus pastoralis (O. P.-Cambridge, 1872) (Creta, Xipre, Israel, Tajikistan)
- Alioranus pauper (Simon, 1881) (Mediterrani Occidental)

### Allomengea
Allomengea Strand, 1912
- Allomengea beombawigulensis Namkung, 2002 (Corea)
- Allomengea coreana (Paik & Yaginuma, 1969) (Corea)
- Allomengea dentisetis (Grube, 1861) (Holàrtic)
- Allomengea niyangensis (Hu, 2001) (Xina)
- Allomengea scopigera (Grube, 1859) (Holàrtic)
- Allomengea vidua (L. Koch, 1879) (Holàrtic)

### Allotiso
Allotiso Tanasevitch, 1990
- Allotiso lancearius (Tanasevitch, 1987) (Geòrgia)

### Ambengana
Ambengana Millidge & Russell-Smith, 1992
- Ambengana complexipalpis Millidge & Russell-Smith, 1992 (Bali)

### Anacornia
Anacornia Chamberlin & Ivie, 1933
- Anacornia microps Chamberlin & Ivie, 1933 (EUA)
- Anacornia proceps Chamberlin, 1948 (EUA)

### Anguliphantes
Anguliphantes Saaristo & Tanasevitch, 1996
- Anguliphantes angulipalpis (Oestring, 1851) (Paleàrtic)
- Anguliphantes cerinus (L. Koch, 1879) (Rússia)
- Anguliphantes curvus (Tanasevitch, 1992) (Rússia)
- Anguliphantes dybowskii (O. P.-Cambridge, 1873) (Rússia, Mongòlia)
- Anguliphantes karpinskii (O. P.-Cambridge, 1873) (Rússia, Mongòlia, Xina)
- Anguliphantes maritimus (Tanasevitch, 1988) (Rússia, Xina)
- Anguliphantes monticola (Kulczyn'ski, 1881) (Europa)
- Anguliphantes nasus (Paik, 1965) (Xina, Corea)
- Anguliphantes sibiricus (Tanasevitch, 1986) (Rússia)
- Anguliphantes silli (Weiss, 1987) (Romania)
- Anguliphantes tripartitus (Miller & Svaton, 1978) (Europa central)
- Anguliphantes ussuricus (Tanasevitch, 1988) (Rússia)
- Anguliphantes zygius (Tanasevitch, 1993) (Rússia, Xina)

### Anibontes
Anibontes Chamberlin, 1924
- Anibontes longipes Chamberlin & Ivie, 1944 (EUA)
- Anibontes mimus Chamberlin, 1924 (EUA)

### Annapolis
Annapolis Millidge, 1984
- Annapolis mossi (Muma, 1945) (EUA)

### Anodoration
Anodoration Millidge, 1991
- Anodoration claviferum Millidge, 1991 (Brasil)

### Anthrobia
Anthrobia Tellkampf, 1844
- Anthrobia acuminata (Emerton, 1913) (EUA)
- Anthrobia coylei Miller, 2005 (EUA)
- Anthrobia monmouthia Tellkampf, 1844 (EUA)
- Anthrobia whiteleyae Miller, 2005 (EUA)

### Antrohyphantes
Antrohyphantes Dumitrescu, 1971
- Antrohyphantes balcanicus (Drensky, 1931) (Bulgària)
- Antrohyphantes rhodopensis (Drensky, 1931) (Europa Oriental)
- Antrohyphantes sophianus (Drensky, 1931) (Bulgària)

### Antronetes
Antronetes Millidge, 1991
- Antronetes cristatus Ott & Lise, 1997 (Brasil)
- Antronetes pallidus Millidge, 1991 (Argentina)
- Antronetes vulpiscaudatus Ott & Lise, 1997 (Brasil)

### Aphileta
Aphileta Hull, 1920
- Aphileta centrÀsiatica Eskov, 1995 (Kazakhstan)
- Aphileta microtarsa (Emerton, 1882) (EUA)
- Aphileta misera (O. P.-Cambridge, 1882) (Holàrtic)

### Apobrata
Apobrata Miller, 2004
- Apobrata scutila (Simon, 1894) (Filipines)

### Aprifrontalia
Aprifrontalia Oi, 1960
- Aprifrontalia afflata Ma & Zhu, 1991 (Xina)
- Aprifrontalia mascula (Karsch, 1879) (Rússia, Corea, Taiwan, Japó)

### Arachosinella
Arachosinella Denis, 1958
- Arachosinella oeroegensis Wunderlich, 1995 (Mongòlia)
- Arachosinella strepens Denis, 1958 (Rússia, Mongòlia, Àsia central, Afganistan)

### Araeoncus
Araeoncus Simon, 1884
- Araeoncus altissimus Simon, 1884 (Europa fins a Azerbaijan)
- Araeoncus anguineus (L. Koch, 1869) (Europa)
- Araeoncus caucasicus Tanasevitch, 1987 (Rússia, Àsia central)
- Araeoncus clavatus Tanasevitch, 1987 (Armènia)
- Araeoncus clivifrons Deltshev, 1987 (Bulgària)
- Araeoncus convexus Tullgren, 1955 (Suècia, Estònia)
- Araeoncus crassiceps (Oestring, 1861) (Paleàrtic)
- Araeoncus curvatus Tullgren, 1955 (Suècia, Estònia)
- Araeoncus discedens (Simon, 1881) (Espanya, França, Itàlia)
- Araeoncus dispar Tullgren, 1955 (Suècia)
- Araeoncus duriusculus Caporiacco, 1935 (Karakorum)
- Araeoncus etinde Bosmans & Jocqué, 1983 (Camerun)
- Araeoncus femineus (Roewer, 1942) (Bioko)
- Araeoncus galeriformis (Tanasevitch, 1987) (Rússia, Azerbaijan)
- Araeoncus gertschi Caporiacco, 1949 (Kenya)
- Araeoncus hanno Simon, 1884 (Algèria)
- Araeoncus humilis (Blackwall, 1841) (Paleàrtic, Nova Zelanda)
- Araeoncus impolitus Holm, 1962 (Kenya)
- Araeoncus longiusculus (O. P.-Cambridge, 1875) (Còrsega, Itàlia)
- Araeoncus macrophthalmus Miller, 1970 (Angola)
- Araeoncus malawiensis Jocqué, 1981 (Malawi)
- Araeoncus martinae Bosmans, 1996 (Marroc, Algèria)
- Araeoncus obtusus Bosmans & Jocqué, 1983 (Camerun)
- Araeoncus picturatus Holm, 1962 (Tanzània)
- Araeoncus sicanus Brignoli, 1979 (Sicília)
- Araeoncus subniger Holm, 1962 (Kenya)
- Araeoncus tauricus Gnelitsa, 2005 (Ucraïna)
- Araeoncus toubkal Bosmans, 1996 (Marroc)
- Araeoncus tuberculatus Tullgren, 1955 (Suècia)
- Araeoncus vaporariorum (O. P.-Cambridge, 1875) (França, Itàlia)
- Araeoncus Victòrianyanzae Berland, 1936 (Kenya, Tanzània)
- Araeoncus viphyensis Jocqué, 1981 (Malawi)
- Araeoncus vorkutensis Tanasevitch, 1984 (Rússia)

### Archaraeoncus
Archaraeoncus Tanasevitch, 1987
- Archaraeoncus prospiciens (Thorell, 1875) (Europa Oriental fins a la Xina)
- Archaraeoncus sibiricus Eskov, 1988 (Rússia)

### Arcterigone
Arcterigone Eskov & Marusik, 1994
- Arcterigone pilifrons (L. Koch, 1879) (Rússia, Canadà)

### Arcuphantes
Arcuphantes Chamberlin & Ivie, 1943
- Arcuphantes arcuatulus (Roewer, 1942) (EUA, Canadà)
- Arcuphantes ashifuensis (Oi, 1960) (Japó)
- Arcuphantes awanus Ono & Saito, 2001 (Japó)
- Arcuphantes cavaticus Chamberlin & Ivie, 1943 (EUA)
- Arcuphantes chikunii Oi, 1979 (Japó)
- Arcuphantes chinensis Tanasevitch, 2006 (Xina)
- Arcuphantes concheus Ono & Saito, 2001 (Japó)
- Arcuphantes decoratus Chamberlin & Ivie, 1943 (EUA)
- Arcuphantes delicatus (Chikuni, 1955) (Japó)
- Arcuphantes digitatus Saito, 1992 (Japó)
- Arcuphantes dubiosus Heimer, 1987 (Mongòlia)
- Arcuphantes elephantis Ono & Saito, 2001 (Japó)
- Arcuphantes ephippiatus Paik, 1985 (Corea)
- Arcuphantes fragilis Chamberlin & Ivie, 1943 (EUA)
- Arcuphantes fujiensis Yaginuma, 1972 (Japó)
- Arcuphantes hamadai Oi, 1979 (Japó)
- Arcuphantes hastatus Ono & Saito, 2001 (Japó)
- Arcuphantes hibanus Saito, 1992 (Japó)
- Arcuphantes hikosanensis Saito, 1992 (Japó)
- Arcuphantes hokkaidanus Saito, 1992 (Japó)
- Arcuphantes iharai Saito, 1992 (Japó)
- Arcuphantes iriei Saito, 1992 (Japó)
- Arcuphantes juwangensis Seo, 2006 (Corea)
- Arcuphantes keumsanensis Paik & Seo, 1984 (Corea)
- Arcuphantes kobayashii Oi, 1979 (Japó)
- Arcuphantes longissimus Saito, 1992 (Japó)
- Arcuphantes namhaensis Seo, 2006 (Corea)
- Arcuphantes nojimai Ihara, 1995 (Japó)
- Arcuphantes okiensis Ihara, 1995 (Japó)
- Arcuphantes orbiculatus Saito, 1992 (Japó)
- Arcuphantes osugiensis (Oi, 1960) (Japó)
- Arcuphantes paiki Saito, 1992 (Japó)
- Arcuphantes pennatus Paik, 1983 (Corea)
- Arcuphantes pictilis Chamberlin & Ivie, 1943 (EUA)
- Arcuphantes potteri Chamberlin & Ivie, 1943 (EUA)
- Arcuphantes pulchellus Paik, 1978 (Corea)
- Arcuphantes rostratus Ono & Saito, 2001 (Japó)
- Arcuphantes saitoi Ihara, 1995 (Japó)
- Arcuphantes saragaminensis Ono & Saito, 2001 (Japó)
- Arcuphantes scitulus Paik, 1974 (Corea)
- Arcuphantes setouchi Ihara, 1995 (Japó)
- Arcuphantes sylvaticus Chamberlin & Ivie, 1943 (EUA)
- Arcuphantes tamaensis (Oi, 1960) (Japó)
- Arcuphantes troglodytarum (Oi, 1960) (Japó)
- Arcuphantes tsurEUAkii Ihara, 1995 (Japó)
- Arcuphantes tsushimanus Ono & Saito, 2001 (Japó)
- Arcuphantes uenoi Saito, 1992 (Japó)
- Arcuphantes yamakawai (Oi, 1960) (Japó)

### Asemonetes
Asemonetes Millidge, 1991
- Asemonetes arcanus Millidge, 1991 (Veneçuela)

### Asemostera
Asemostera Simon, 1898
- Asemostera latithorax (Keyserling, 1886) (Brasil)

### Asiceratinops
Asiceratinops Eskov, 1992
- Asiceratinops amurensis (Eskov, 1992) (Rússia)
- Asiceratinops kolymensis (Eskov, 1992) (Rússia)

### Asiophantes
Asiophantes Eskov, 1993
- Asiophantes pacificus Eskov, 1993 (Rússia)
- Asiophantes sibiricus Eskov, 1993 (Rússia)

### Asperthorax
Asperthorax Oi, 1960
- Asperthorax borealis Ono & Saito, 2001 (Japó)
- Asperthorax communis Oi, 1960 (Rússia, Japó)
- Asperthorax granularis Gao & Zhu, 1989 (Xina)

### Asthenargellus
Asthenargellus Caporiacco, 1949
- Asthenargellus kastoni Caporiacco, 1949 (Kenya)
- Asthenargellus meneghettii Caporiacco, 1949 (Kenya)

### Asthenargoides
Asthenargoides Eskov, 1993
- Asthenargoides kurenstchikovi Eskov, 1993 (Rússia)
- Asthenargoides kurtchevae Eskov, 1993 (Rússia)
- Asthenargoides logunovi Eskov, 1993 (Rússia)

### Asthenargus
Asthenargus Simon & Fage, 1922
- Asthenargus bracianus Miller, 1938 (Central, Europa Oriental)
- Asthenargus brevisetosus Miller, 1970 (Angola)
- Asthenargus carpaticus Weiss, 1998 (Romania)
- Asthenargus caucasicus Tanasevitch, 1987 (Rússia, Àsia central)
- Asthenargus conicus Tanasevitch, 2006 (Xina)
- Asthenargus edentulus Tanasevitch, 1989 (Kazakhstan fins a la Xina)
- Asthenargus expallidus Holm, 1962 (Camerun, Congo, Kenya, Tanzània)
- Asthenargus helveticus Schenkel, 1936 (Suïssa fins a Poland)
- Asthenargus inermis Simon & Fage, 1922 (Àfrica Oriental)
- Asthenargus linguatulus Miller, 1970 (Angola)
- Asthenargus longispinus (Simon, 1914) (Espanya, França)
- Asthenargus major Holm, 1962 (Kenya)
- Asthenargus marginatus Holm, 1962 (Uganda)
- Asthenargus matsudae Saito & Ono, 2001 (Japó)
- Asthenargus myrmecophilus Miller, 1970 (Angola, Nigèria)
- Asthenargus niphonius Saito & Ono, 2001 (Japó)
- Asthenargus paganus (Simon, 1884) (Paleàrtic)
- Asthenargus perforatus Schenkel, 1929 (Europa)
- Asthenargus placidus (Simon, 1884) (França, Suïssa)
- Asthenargus thaleri Wunderlich, 1983 (Nepal)

### Atypena
Atypena Simon, 1894
- Atypena adelinae Barrion & Litsinger, 1995 (Filipines)
- Atypena ellioti Jocqué, 1983 (Sri Lanka)
- Atypena simoni Jocqué, 1983 (Sri Lanka)
- Atypena superciliosa Simon, 1894 (Filipines)
- Atypena Tailàndiaica Barrion & Litsinger, 1995 (Tailàndia)

### Australolinyphia
Australolinyphia Wunderlich, 1976
- Australolinyphia remota Wunderlich, 1976 (Queensland)

### Bactrogyna
Bactrogyna Millidge, 1991
- Bactrogyna prominens Millidge, 1991 (Xile)

### Barycara
Barycara Millidge, 1991
- Barycara comatum Millidge, 1991 (Colòmbia)

### Baryphyma
Baryphyma Simon, 1884
- Baryphyma duffeyi (Millidge, 1954) (Europa, Rússia)
- Baryphyma gowerense (Locket, 1965) (Holàrtic)
- Baryphyma groenlandicum (Holm, 1967) (Rússia, Alaska, Canadà, Groenlàndia)
- Baryphyma insigne (Palmgren, 1976) (Finlàndia)
- Baryphyma kulczynskii (Eskov, 1979) (Rússia, Japó, Canadà)
- Baryphyma longitarsum (Emerton, 1882) (EUA)
- Baryphyma maritimum (Crocker & Parker, 1970) (Europa)
- Baryphyma pini (Holm, 1950) (Suècia, Finlàndia, Rússia)
- Baryphyma pratense (Blackwall, 1861) (Europa fins a ByeloRússia)
- Baryphyma proclive (Simon, 1884) (Itàlia)
- Baryphyma trifrons (O. P.-Cambridge, 1863) (Holàrtic)
  - Baryphyma trifrons affine (Schenkel, 1930) (Holàrtic)

### Baryphymula
Baryphymula Eskov, 1992
- Baryphymula kamakuraensis (Oi, 1960) (Japó)

### Bathylinyphia
Bathylinyphia Eskov, 1992
- Bathylinyphia maior (Kulczyn'ski, 1885) (Rússia, Xina, Corea, Japó)

### Bathyphantes
Bathyphantes Menge, 1866
- Bathyphantes alameda Ivie, 1969 (EUA, Canadà)
- Bathyphantes alascensis (Banks, 1900) (EUA, Canadà, Alaska)
- Bathyphantes alboventris (Banks, 1892) (EUA, Canadà)
- Bathyphantes approximatus (O. P.-Cambridge, 1871) (Paleàrtic)
- Bathyphantes biscapus Kulczyn'ski, 1926 (Rússia)
- Bathyphantes bishopi Ivie, 1969 (EUA)
- Bathyphantes bohuensis Zhu & Zhou, 1983 (Xina)
- Bathyphantes brevipes (Emerton, 1917) (EUA, Canadà, Alaska)
- Bathyphantes brevis (Emerton, 1911) (EUA, Canadà, Alaska)
- Bathyphantes canadensis (Emerton, 1882) (Rússia, Alaska, Canadà, EUA)
- Bathyphantes chico Ivie, 1969 (EUA)
- Bathyphantes diasosnemis Fage, 1929 (EUA)
- Bathyphantes dubius Locket, 1968 (Angola)
- Bathyphantes enslini Strand, 1910 (Alemanya)
- Bathyphantes eumenis (L. Koch, 1879) (Holàrtic)
- Bathyphantes extricatus (O. P.-Cambridge, 1876) (Egipte)
- Bathyphantes fissidens Simon, 1902 (Argentina)
- Bathyphantes floralis Tu & Li, 2006 (Vietnam)
- Bathyphantes glacialis Caporiacco, 1935 (Karakorum)
- Bathyphantes gracilipes van Helsdingen, 1977 (Santa Helena)
- Bathyphantes gracilis (Blackwall, 1841) (Holàrtic)
- Bathyphantes gulkana Ivie, 1969 (Rússia, Alaska)
- Bathyphantes helenae van Helsdingen, 1977 (Santa Helena)
- Bathyphantes hirsutus Locket, 1968 (Congo)
- Bathyphantes humilis (L. Koch, 1879) (Europa Oriental, Rússia)
- Bathyphantes iviei Holm, 1970 (Rússia, Alaska)
- Bathyphantes jeniseicus Eskov, 1979 (Finlàndia, Rússia)
- Bathyphantes keeni (Emerton, 1917) (Rússia, Alaska, Canadà, EUA)
- Bathyphantes larvarum Caporiacco, 1935 (Karakorum)
- Bathyphantes latescens (Chamberlin, 1919) (EUA)
- Bathyphantes lennoxensis Simon, 1902 (Argentina)
- Bathyphantes mainlingensis Hu, 2001 (Xina)
- Bathyphantes malkini Ivie, 1969 (EUA, Canadà)
- Bathyphantes menyuanensis Hu, 2001 (Xina)
- Bathyphantes minor Millidge & Russell-Smith, 1992 (Borneo)
- Bathyphantes montanus Rainbow, 1912 (Queensland)
- Bathyphantes nangqianensis Hu, 2001 (Xina)
- Bathyphantes nigrinus (Oestring, 1851) (Paleàrtic)
- Bathyphantes ohlerti Simon, 1884 (Poland)
- Bathyphantes orica Ivie, 1969 (EUA, Canadà)
- Bathyphantes pallidus (Banks, 1892) (EUA, Canadà, Alaska)
- Bathyphantes paradoxus Berland, 1929 (Samoa)
- Bathyphantes parvulus (Oestring, 1851) (Paleàrtic)
- Bathyphantes pogonias Kulczyn'ski, 1885 (Rússia, Alaska)
- Bathyphantes pusiolus (Fickert, 1875) (Europa Oriental)
- Bathyphantes rainbowi Roewer, 1942 (Illa Lord Howe)
- Bathyphantes reprobus (Kulczyn'ski, 1916) (Holàrtic)
- Bathyphantes reticularis Caporiacco, 1935 (Karakorum)
- Bathyphantes robustus Oi, 1960 (Corea, Japó)
- Bathyphantes sarasini Berland, 1924 (Nova Caledònia)
- Bathyphantes setiger F. O. P.-Cambridge, 1894 (Paleàrtic)
- Bathyphantes similis Kulczyn'ski, 1894 (Europa, Rússia)
- Bathyphantes simillimus (L. Koch, 1879) (Holàrtic)
  - Bathyphantes simillimus buchari Ruzicka, 1988 (Europa central)
- Bathyphantes tagalogensis Barrion & Litsinger, 1995 (Filipines)
- Bathyphantes tateyamaensis (Oi, 1960) (Japó)
- Bathyphantes tongluensis Chen & Song, 1988 (Xina)
- Bathyphantes umiatus Ivie, 1969 (Alaska)
- Bathyphantes vittiger Simon, 1884 (França)
- Bathyphantes waneta Ivie, 1969 (EUA, Canadà)
- Bathyphantes weyeri (Emerton, 1875) (EUA)
- Bathyphantes yodoensis Oi, 1960 (Japó)
- Bathyphantes yukon Ivie, 1969 (Alaska)

### Batueta
Batueta Locket, 1982
- Batueta similis Wunderlich & Song, 1995 (Xina)
- Batueta voluta Locket, 1982 (Malàisia)

### Beauchenia
Beauchenia Usher, 1983
- Beauchenia striata Usher, 1983 (Illes Falkland)

### Bifurcia
Bifurcia Saaristo, Tu & Li, 2006
- Bifurcia curvata (Sha & Zhu, 1987) (Xina)
- Bifurcia ramosa (Li & Zhu, 1987) (Xina)

### Birgerius
Birgerius Saaristo, 1973
- Birgerius microps (Simon, 1911) (França, Espanya)

### Bisetifer
Bisetifer Tanasevitch, 1987
- Bisetifer cephalotus Tanasevitch, 1987 (Rússia, Àsia central)

### Bishopiana
Bishopiana Eskov, 1988
- Bishopiana glumacea (Gao, Fei & Zhu, 1992) (Xina)
- Bishopiana hypoarctica Eskov, 1988 (Rússia)

### Blestia
Blestia Millidge, 1993
- Blestia sarcocuon (Crosby & Bishop, 1927) (EUA)

### Bolephthyphantes
Bolephthyphantes Strand, 1901 
- Bolephthyphantes caucasicus (Tanasevitch, 1990) (Czech Republic, Rússia)
- Bolephthyphantes index (Thorell, 1856) (Groenlàndia, Paleàrtic)
- Bolephthyphantes indexoides (Tanasevitch, 1989) (Àsia central)

### Bolyphantes
Bolyphantes C. L. Koch, 1837
- Bolyphantes alticeps (Sundevall, 1833) (Paleàrtic)
- Bolyphantes distichoides Tanasevitch, 2000 (Rússia)
- Bolyphantes distichus (Tanasevitch, 1986) (Rússia)
- Bolyphantes kilpisjaerviensis Palmgren, 1975 (Finlàndia)
- Bolyphantes kolosvaryi (Caporiacco, 1936) (Suïssa, Itàlia, Balcans)
- Bolyphantes lamellaris Tanasevitch, 1990 (Itàlia, Grècia, Rússia)
- Bolyphantes luteolus (Blackwall, 1833) (Paleàrtic)
- Bolyphantes mongolicus Loksa, 1965 (Mongòlia)
- Bolyphantes nigropictus Simon, 1884 (Mediterrani Occidental)
- Bolyphantes punctulatus (Holm, 1939) (Escandinàvia, Rússia)
- Bolyphantes sacer (Tanasevitch, 1986) (Kirguizstan)
- Bolyphantes severtzovi Tanasevitch, 1989 (Àsia central)
- Bolyphantes supremus (Tanasevitch, 1986) (Kirguizstan)
- Bolyphantes zonatus (Simon, 1884) (Portugal, França)
  - Bolyphantes zonatus lucifugus (Simon, 1929) (França)

### Bordea
Bordea Bosmans, 1995
- Bordea cavicola (Simon, 1884) (Espanya, França)
- Bordea negrei (Dresco, 1951) (Espanya, França)

### Brachycerasphora
Brachycerasphora Denis, 1962
- Brachycerasphora connectens Denis, 1964 (Líbia)
- Brachycerasphora convexa (Simon, 1884) (Algèria)
- Brachycerasphora femoralis (O. P.-Cambridge, 1872) (Israel)
- Brachycerasphora monocerotum Denis, 1962 (Líbia)
- Brachycerasphora parvicornis (Simon, 1884) (Egipte)

### Bursellia
Bursellia Holm, 1962
- Bursellia Camerunensis Bosmans & Jocqué, 1983 (Camerun)
- Bursellia comata Holm, 1962 (Congo, Uganda)
  - Bursellia comata kivuensis Holm, 1964 (Congo)
- Bursellia gibbicervix (Denis, 1962) (Tanzània)
- Bursellia glabra Holm, 1962 (Congo, Kenya)
- Bursellia holmi Bosmans, 1977 (Kenya)
- Bursellia paghi Jocqué & Scharff, 1986 (Tanzània)
- Bursellia setifera (Denis, 1962) (Camerun, Congo, Kenya, Tanzània, Malawi)
- Bursellia unicornis Bosmans, 1988 (Camerun)